# Dodecocerus poirieri
Dodecocerus poirieri är en skalbaggsart som beskrevs av Henri Dalens och Touroult 2008. Dodecocerus poirieri ingår i släktet Dodecocerus och familjen långhorningar. Inga underarter finns listade i Catalogue of Life.